# Éditions Actes Sud
Éditions Actes Sud è una casa editrice francese fondata nel 1978 nei pressi di Arles.

## Storia
[All'inizio a servizio dell'"Atelier de cartographie thématique et statistique" (ACTeS), presso il quale venne fondata, si trasferì nei dintorni di Paradou, villaggio nella valle di Les Baux, dove il fondatore, Hubert Nyssen, assistito da Christine Le Boeuf, venne raggiunto da chi oggi gestisce l'azienda: Françoise Nyssen, Bertrand Py e Jean-Paul Capitani.
Nel 1983, Actes Sud si trasferì ad Arles, in un luogo chiamato "The Méjan", una piazza poi rinominata Nina Berberova in omaggio a un autore la cui scoperta è stata importante per lo sviluppo editoriale della casa.
Il trasferimento ha provocato critiche per la scelta di decentramento, non corrispondente alla tradizione francese, da parte di altri case editrici letterarie, per lo più residenti a Parigi. Successivamente la decisione è parsa saggia, e con l'evoluzione successiva Actes Sud ha aperto nel 1987 uffici nel VI arrondissement di Parigi.
Nel 2004 ha vinto il Prix Goncourt per Le Soleil des Scorta di Laurent Gaudé, che ha venduto 400 000 copie. Nel 2007 ha lanciato la saga "Millennium" di Stieg Larsson, che ha venduto al 2009 un milione di copie e che ha fortemente contribuito, come mai in precedenza, all'assetto finanziario della casa editrice.
Oggi, Actes Sud, il cui catalogo comprende circa 5.200 titoli, ha una squadra di oltre 110 dipendenti, molti dei quali condividono il proprio lavoro tra Parigi e Arles. Inoltre, si avvale di una ventina di consulenti esterni e di una serie di traduttori distribuiti per tutta la Francia, e alcuni anche all'estero.
Dopo alcuni test iniziali già nel 1990, Actes Sud ha lanciato nel 2005 una collana di fumetti. Questa iniziativa è stata coronata da un successo di critica, incarnato dal premio per il miglior album del festival di Angoulême nel 2006 a Gipi per Appunti per una storia di guerra.
La casa editrice Les Editions du Rouergue, conosciuta anche come Le Rouergue / Chambon (per omaggio all'editor Jacqueline Chambon) si è fusa nel 2004 con Actes Sud, rimanendo tuttavia ancora in gestione alla sua fondatrice, Danielle Dastugue.
La società ha anche un ramo chiamato "Actes Sud Junior", specializzato nella pubblicazione di opere di letteratura per la gioventù. Dal 2007 è gestito da Thierry Magnier.
Actes Sud pubblica anche vari dischi.
Tra gli autori italiani pubblicati in traduzione figurano Sergio Atzeni, Gabriele Basilico, Vincenzo Bellini, Arrigo e Camillo Boito, Dino Buzzati, Giuseppe Dessì, Gaetano Donizetti, Laura Forti, Mario Giacomelli, Luigi Guarnieri, Grazia Livi, Maurizio Maggiani, Maria Messina, Aldo Nove, Pier Paolo Pasolini, Claudio Piersanti, Luigi Pirandello, Vasco Pratolini, Giorgio Pressburger, Giacomo Puccini, Domenico Rea, Mariano Sabatini, Domenico Starnone, Torquato Tasso, Giuseppe Verdi, Giovanni Verga, Ornela Vorpsi, e soprattutto Stefano Benni, Anna Maria Ortese e Carlo Goldoni, con numerosi titoli.

## Principali autori pubblicati
- Paul Auster
- Nina Berberova
- Mathias Énard
- Alice Ferney
- Laurent Gaudé
- Günter Grass
- Nancy Huston
- Khaled Al Khamissi
- Imre Kertész

- Camilla Läckberg
- Joyce Mansour
- Cormac McCarthy
- Wajdi Mouawad
- Joël Pommerat
- Arnauld Pontier
- Olivier Py
- Stieg Larsson
- Zoé Valdés

## Collane
- Actes Sud BD
- Actes Noirs
- Actes Sud - Papiers
- Actes Sud / Solin
- Actes Sud / Sindbad
- Actes Sud / Junior

- Actes Sud-L'An 2
- Babel
- Éditions Jacqueline Chambon
- Éditions Imprimerie nationale
- Photo Poche